# Statua colossale di Sapore I
La statua colossale di Sapore I è una statua di Sapore I (240-272 d.C.), il secondo re dell'Impero Sassanide, si trova nella cosiddetta grotta di Sapore I, un'enorme grotta calcarea situata a circa 6 km dall'antica città di Bishapur nel sud dell'Iran. La statua si trova a circa 35 m dall'ingresso della grotta, sul quarto di cinque terrazze, situata a circa 3,4 m sotto il livello dell'ingresso della grotta. La sua altezza di circa 6,7 m l'ampiezza delle spalle di oltre 2 m ne fanno una delle sculture più imponenti del periodo sasanide.

## Caratteristiche rappresentazioni della statua colossale

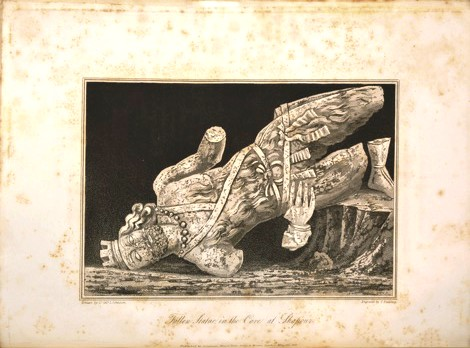
La statua caduta di Sapore I, 1817

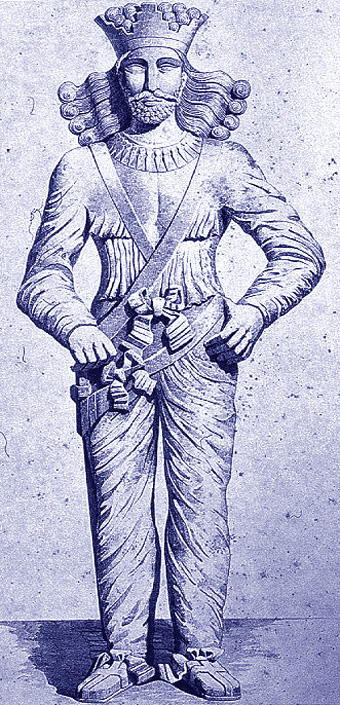
Una ricostruzione di George Rawlinson, 1876

La scultura monumentale è stata creata partendo da un'enorme stalagmite lavorata in situ, ma non si trova più esattamente nella sua posizione originale. Dopo la sua caduta (probabilmente causata da un terremoto), la scultura è stata sollevata su due pilastri di cemento che si trovano vicino ai piedi originali. La testa e il corpo della scultura sono rimasti abbastanza ben conservati mentre mancano parti delle sue braccia e quasi tutte le gambe.
La statua colossale è ricca di dettagli. È cesellata da ogni parte con la stessa quantità di straordinaria cura e attenzione. Il re indossa una corona merlata. Manca un grosso frammento della merlatura anteriore, mentre i merli di entrambi i lati e il retro sono ben conservati. Nell'estremità inferiore della corona, c'è un ampio diadema. Le due fasce del diadema cadono pesantemente dalla parte posteriore fino alla vita e si allargano dall'alto verso il basso. Una ventina di solchi paralleli orizzontali si incrociano su queste bande. La testa della scultura è stata scolpita in tutti i suoi particolari simmetricamente. L'acconciatura della statua colossale mostra un alto grado di definizione scultorea. La massa di capelli sul lato sinistro è rimasta intatta mentre le estremità delle ciocche di capelli sul lato destro sono state staccate. Del braccio sinistro rimane solo metà. La mano sinistra mancante deve aver riposato una volta sul manico della spada. Il braccio destro è rotto appena sotto l'ascella. Una piccola parte del braccio destro è ancora attaccata. La mano destra è fortemente alterata e poggia sulla vita.
L'abbigliamento è costituito da tre pezzi: una sottoveste, un indumento superiore e dei pantaloni larghi. Il capo superiore della scultura si adatta perfettamente al corpo e sembra essere fatto di un tessuto trasparente. Grazie alla sua vestibilità attillata, sono state enfatizzate le spalle, le braccia e il petto del re. Gli ornamenti scolpiti sull'indumento superiore sono piuttosto notevoli in quanto assomigliano a fiamme che tremolano verso il basso. Questi sono di lunghezza variabile, formati in diversi modi e disposti in modo irregolare. Alla vita, il capo superiore è tenuto insieme da una cintura mentre una seconda cintura, che è appesa liberamente attorno ai fianchi, funziona per fissare sul fodero la spada.
Sono rimaste solo piccole parti delle gambe della scultura. Il piccolo pezzo rimanente della coscia sinistra conferma la conclusione che il sovrano indossava pantaloni scanalati. Il fatto che i pantaloni di Sapore I abbiano originariamente raggiunto il suolo è evidente dalle tracce di pieghe che circondano i piedi originali della scultura a intervalli irregolari. È ovvio che lo scultore progettò la lunghezza dei pantaloni non solo per ragioni estetiche ma anche per aumentare la stabilità della scultura. I pantaloni lunghi avrebbero funzionato per allargare l'area di contatto con il terreno e per scaricare le forze della statua che pesa diverse tonnellate.
I due piedi della scultura sono leggermente diversi. Il piede sinistro è leggermente in avanti rispetto al piede destro. Le scarpe originali della colossale statua ora hanno uno stato di conservazione contrastante. La scarpa destra è in gran parte distrutta. La scarpa sinistra è praticamente intatta e ha una punta tonda. Le larghe stringhe delle scarpe, pieghettate longitudinalmente, serpeggiano a forma di S sul terreno.
Sulla statua ci sono tre gioielli: una collana, degli orecchini fatti di grandi perle e un braccialetto sul polso destro.

## L'identificazione
Nel periodo sassanide, i dettagli delle corone erano soggetti a severi regole e variavano da un re all'altro. Ogni re sasanide possedeva la propria corona, progettata al momento della sua ascesa al potere. A causa della forma della corona (diadema, la parte merlata e il korymbos) e sulla base di considerazioni storiche dell'arte, la statua colossale può essere chiaramente identificata come quella di Sapore I, il secondo re sassanide.

## Ricostruzione della corona
Sapore I non viene sempre mostrato con una corona merlata, ma non viene neanche rappresentato con una corona merlata senza korymbos. Un korymbo, o una struttura a forma di globo, si ergeva in origine sulla sommità della corona della scultura che si trovava nella caverna. La presenza di un pozzo sul vertice indica che il korymbos non poteva essere di pietra, ma in metallo. Il korymbos della statua colossale era originariamente alto 1,5 m e spesso 1 m. Dopo la ricerca e la sperimentazione all'Università di Basilea, si è scoperto che un korymbo di metallo di dimensioni adeguate avrebbe pesato più di una tonnellata anche con uno spessore di parete molto basso.

## L'acconciatura come criterio per datare la statua
Sotto il diadema, i capelli scendono fitti. Ci sono quattro file di capelli chiaramente distinguibili l'una dall'altra e che giacciono a ondate su entrambi i lati del viso. I motivi ondulati dei singoli capelli sono quasi identici, ma alle loro estremità i ricci fortemente stilizzati, quasi sferici, differiscono. La fine dei capelli superiori è arrotolata su ogni lato della testa come una chiocciola. Quelli sottostanti hanno diverse forme di nodi intrecciati alle loro estremità. I capelli ondulati ondeggiano su ciascun lato attraverso le spalle con l'arricciatura più bassa e più corta che giace sulla spalla.
Questo tipo di acconciatura può essere visto solo su quei rilievi di roccia di Sapore I che sono stati scolpiti dopo il 260 d.C. ed è, quindi, il criterio più importante per la datazione precisa della colossale statua di Sapore I. A causa dei dettagli dell'acconciatura, G. Reza Garosi riuscì a datare la statua esattamente nella seconda metà degli anni sessanta del terzo secolo d.C.

## Lo scultore
L'anonimo scultore della colossale statua di Sapore I deve essere considerato uno dei più grandi scultori dell'antico Medio Oriente. È certo che egli abbia finire la statua. Secondo i resoconti post-sasanidi, la scultura, che pesava diverse tonnellate, si ergeva sui propri piedi almeno fino al XIV secolo d.C. Uno scultore adepto non era l'unico maestro nella creazione di questa scultura - un fabbro specializzato in metalli era anche coinvolto in questo lavoro. Il fabbro dei metalli era responsabile della fabbricazione dei korymbo di metallo e dovette sistemarlo saldamente sulla corona della statua. L'aggiunta di un korymbo di metallo era davvero un'innovazione e non è nota in nessun'altra statua nell'antico Medio Oriente. Nell'era sasanide non sono state scoperte altre statue con dimensioni simili. Così, la colossale statua di Sapore I deve essere considerata un'eccezione assoluta nella storia dell'arte scultorea sasanide.

## Stato della ricerca
Sebbene la statua sia conosciuta in Europa almeno dal 1811, non è stata trattata in dettaglio che fino a poco tempo fa. È stata citata, ad esempio, da Roman Ghirshman, Kurt Erdmann e Georgina Herrmann. La prima ricerca completa sulla grotta e sulla statua colossale di Sapore I fu fatta da G. Reza Garosi.

## Il racconto di Robert Byron
La statua fu visitata nel 1934 dallo scrittore Robert Byron che la descrisse nel suo libro di viaggio La via per l'Oxiana:

## Galleria d'immagini

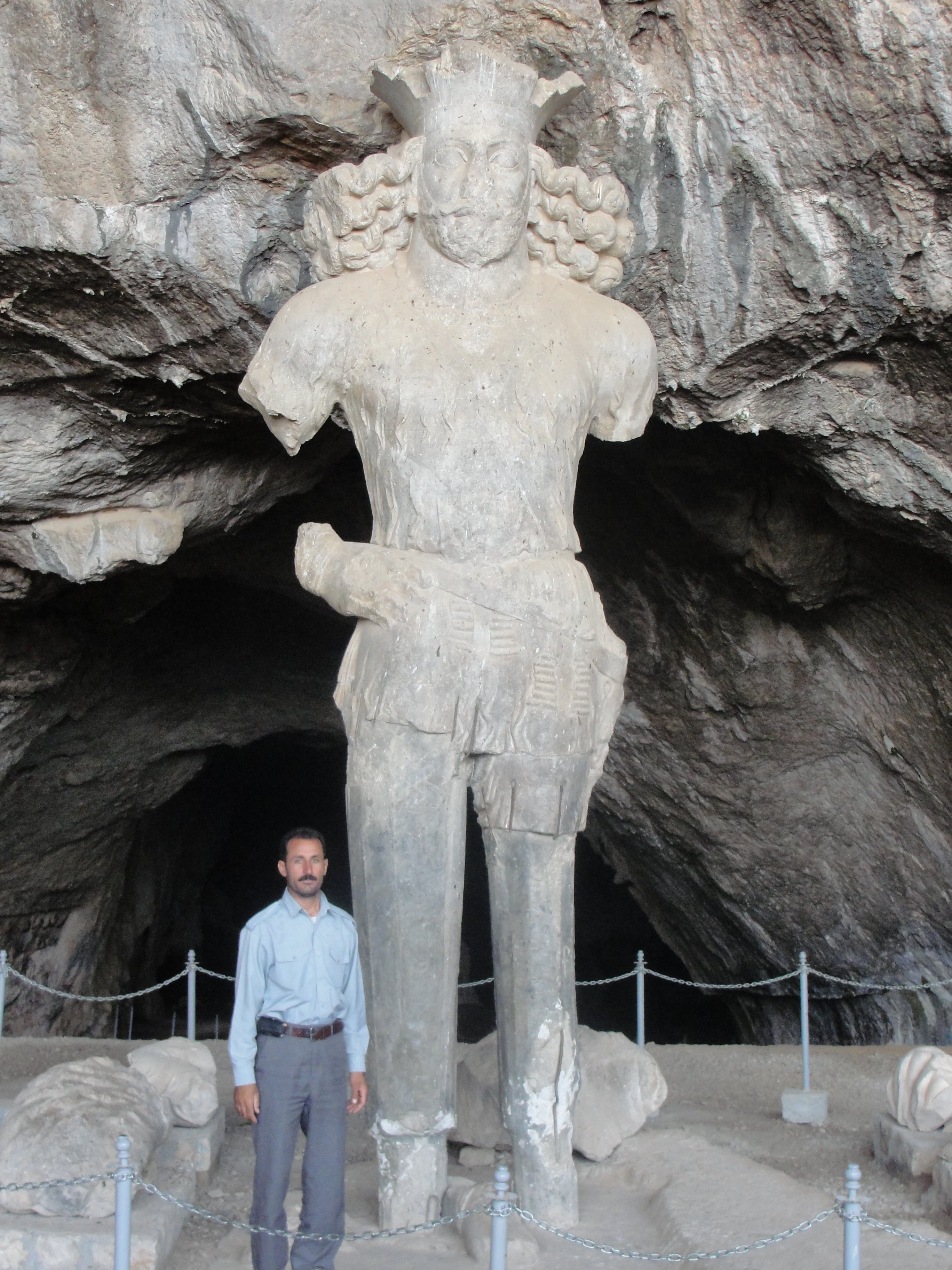
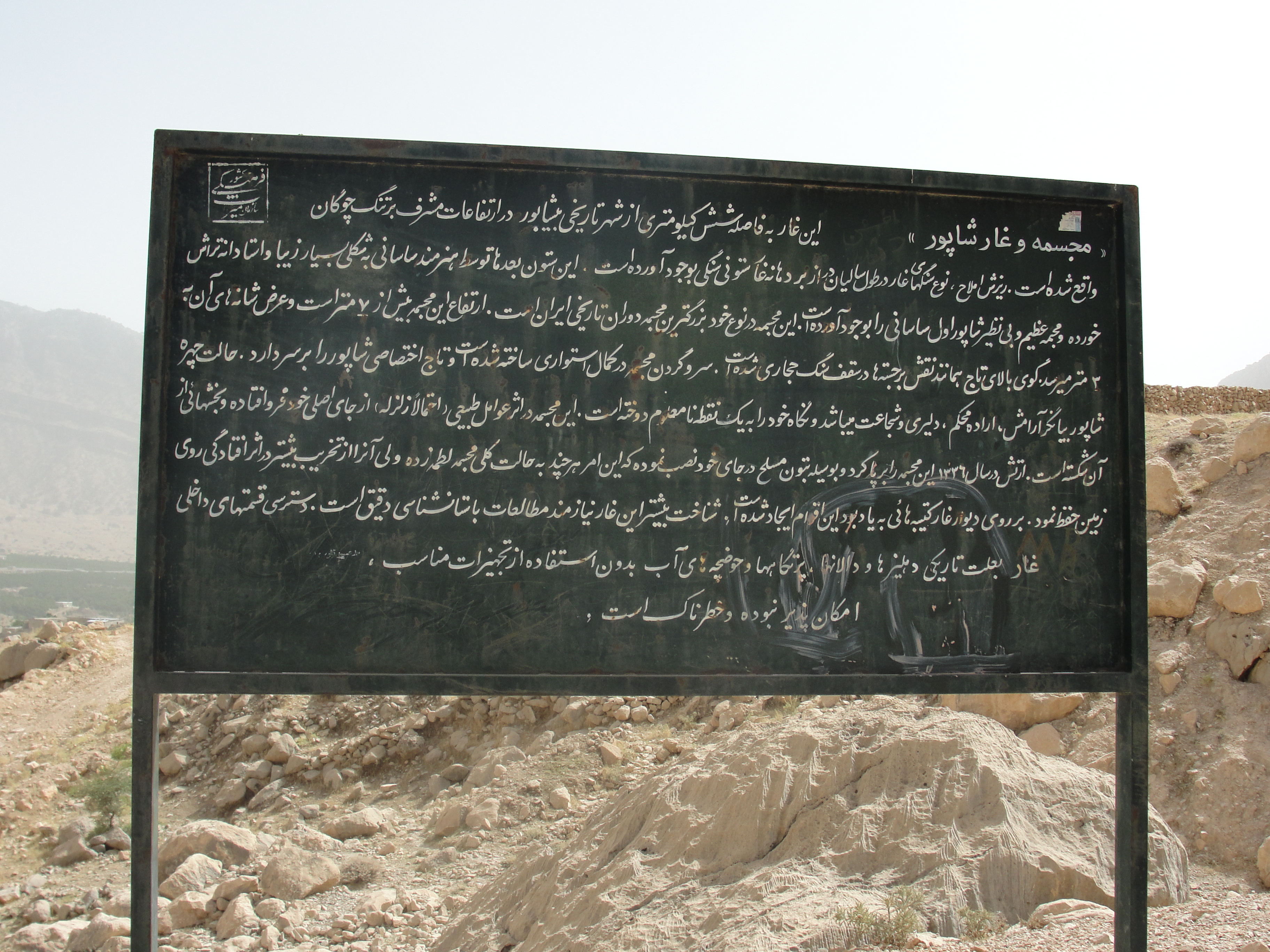
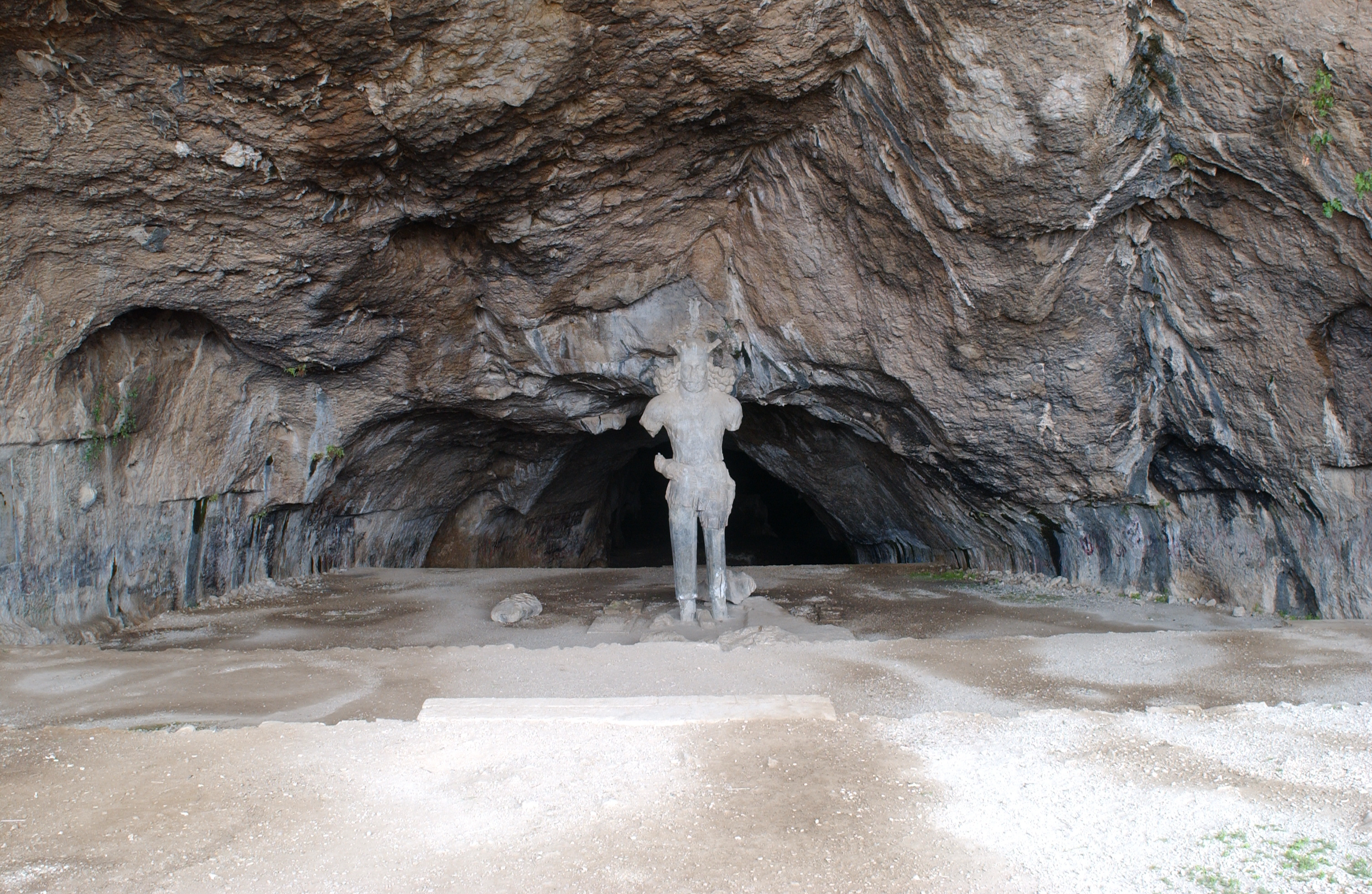
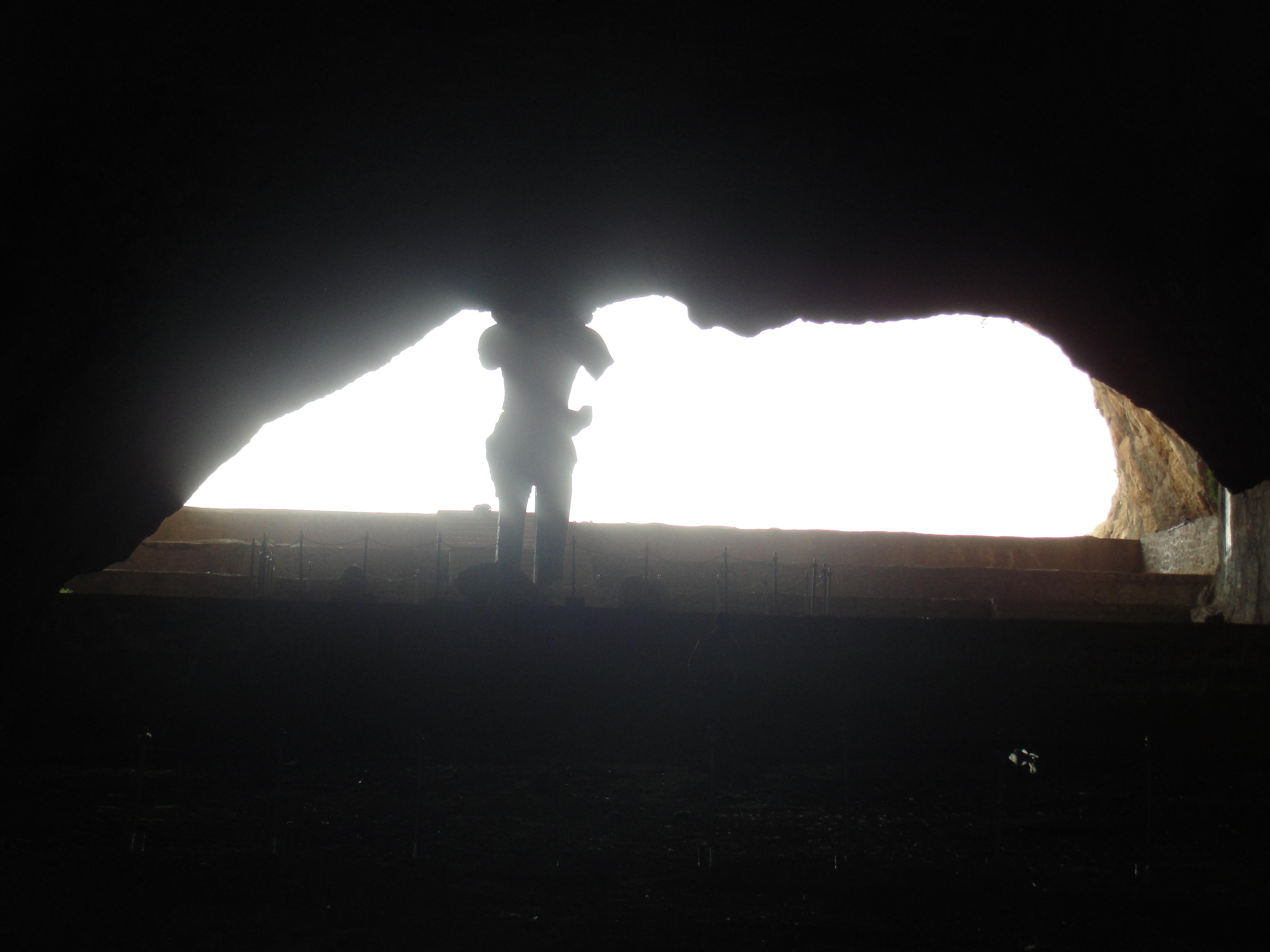
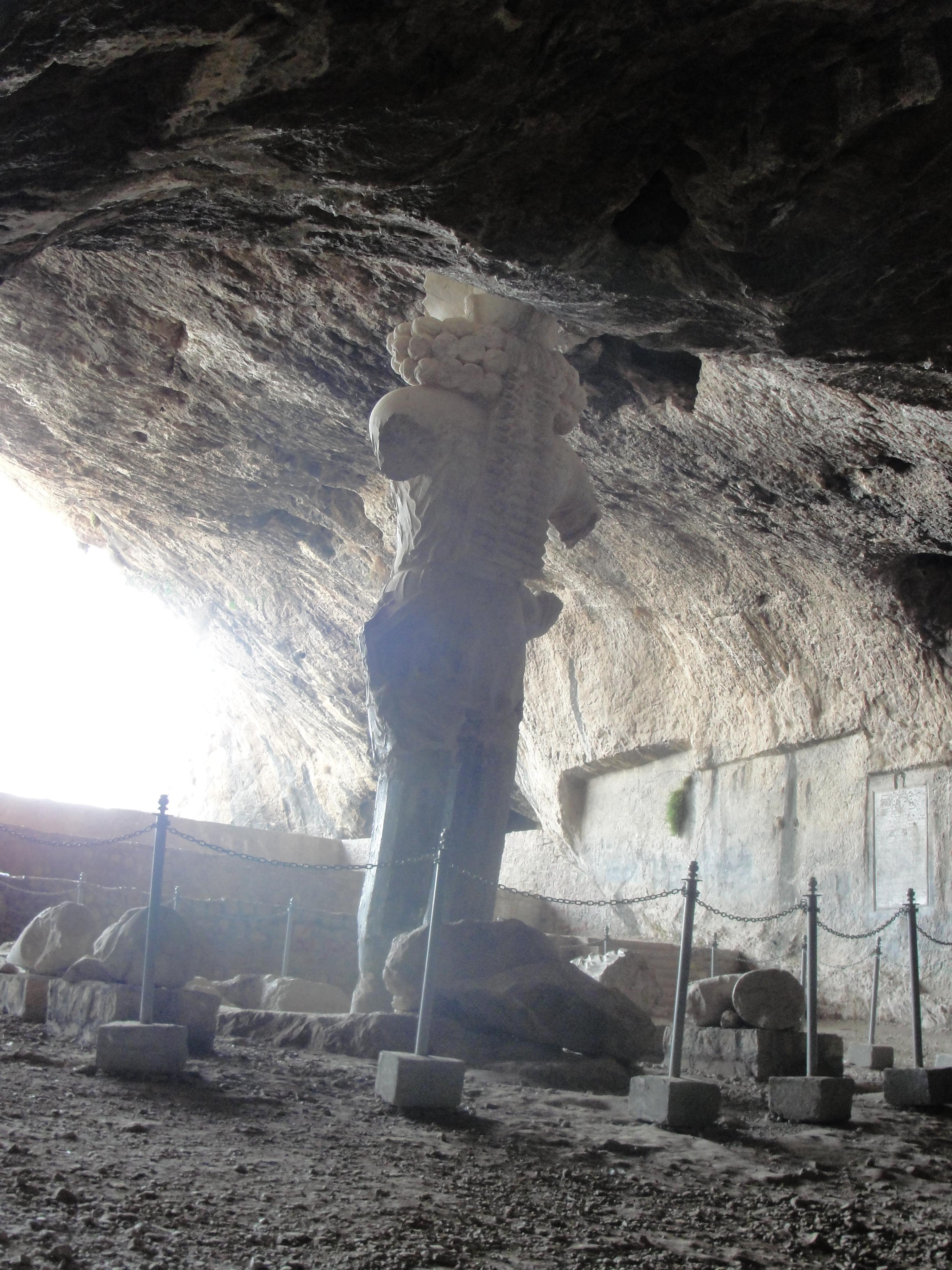
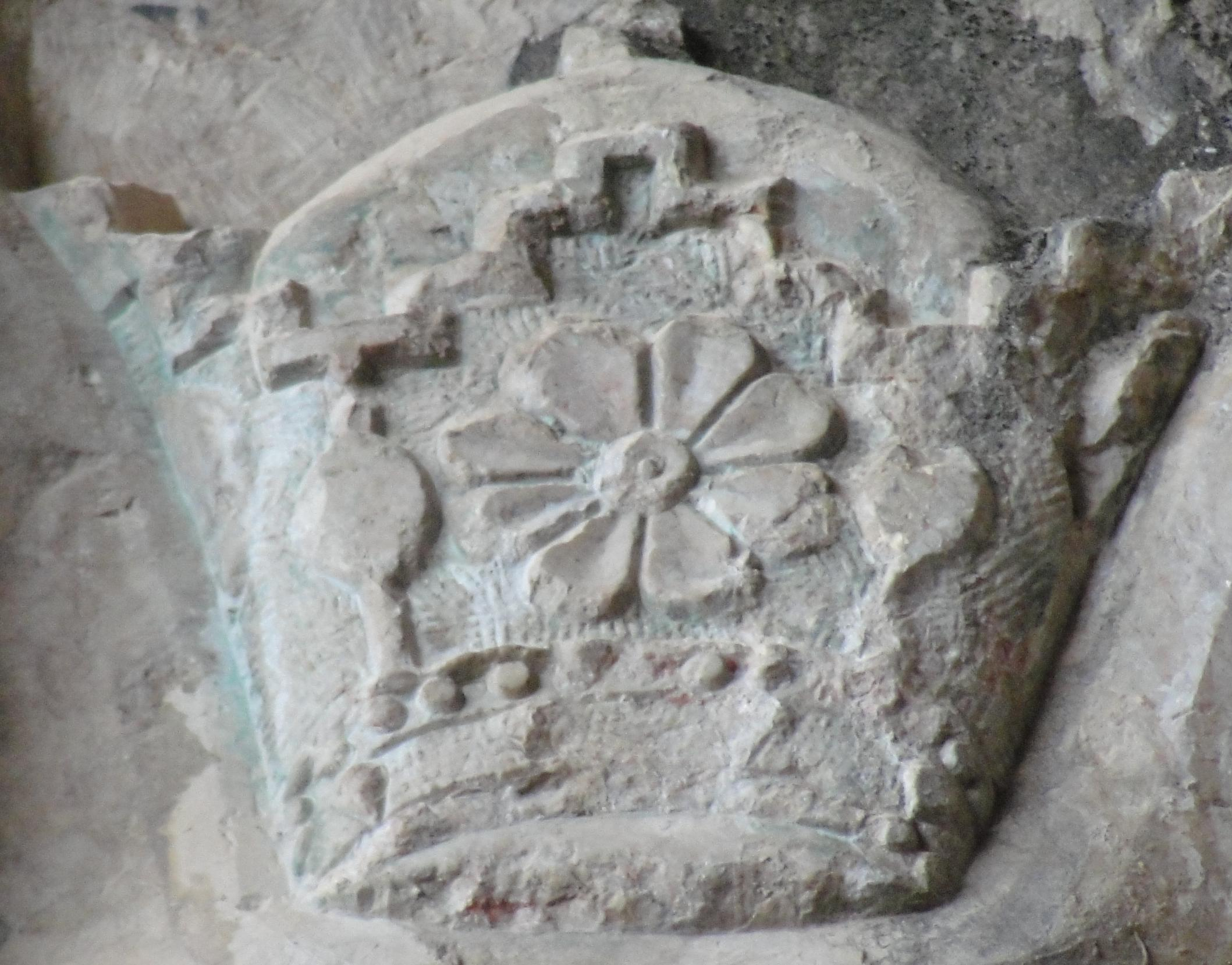